# Disciphania ernstii
Disciphania ernstii är en tvåhjärtbladig växtart som beskrevs av August Wilhelm Eichler. Disciphania ernstii ingår i släktet Disciphania och familjen Menispermaceae.

## Underarter
Arten delas in i följande underarter:
- D. e. clausa
- D. e. glaziovii
- D. e. uncinulata